# Apatochernes turbotti
Espèce
Apatochernes turbotti est une espèce de pseudoscorpions de la famille des Chernetidae.

## Distribution
Cette espèce est endémique de Nouvelle-Zélande.

## Description
Les mâles mesurent de 1,7 à 2,0 mm et les femelles de 2,6 à 3,0 mm.

## Publication originale
- Beier, 1969 : Additional remarks to the New Zealand Pseudoscorpionidea. Records of the Auckland Institute and Museum, vol. 6, p. 413-418.